# 國立技術博物館 (布拉格)

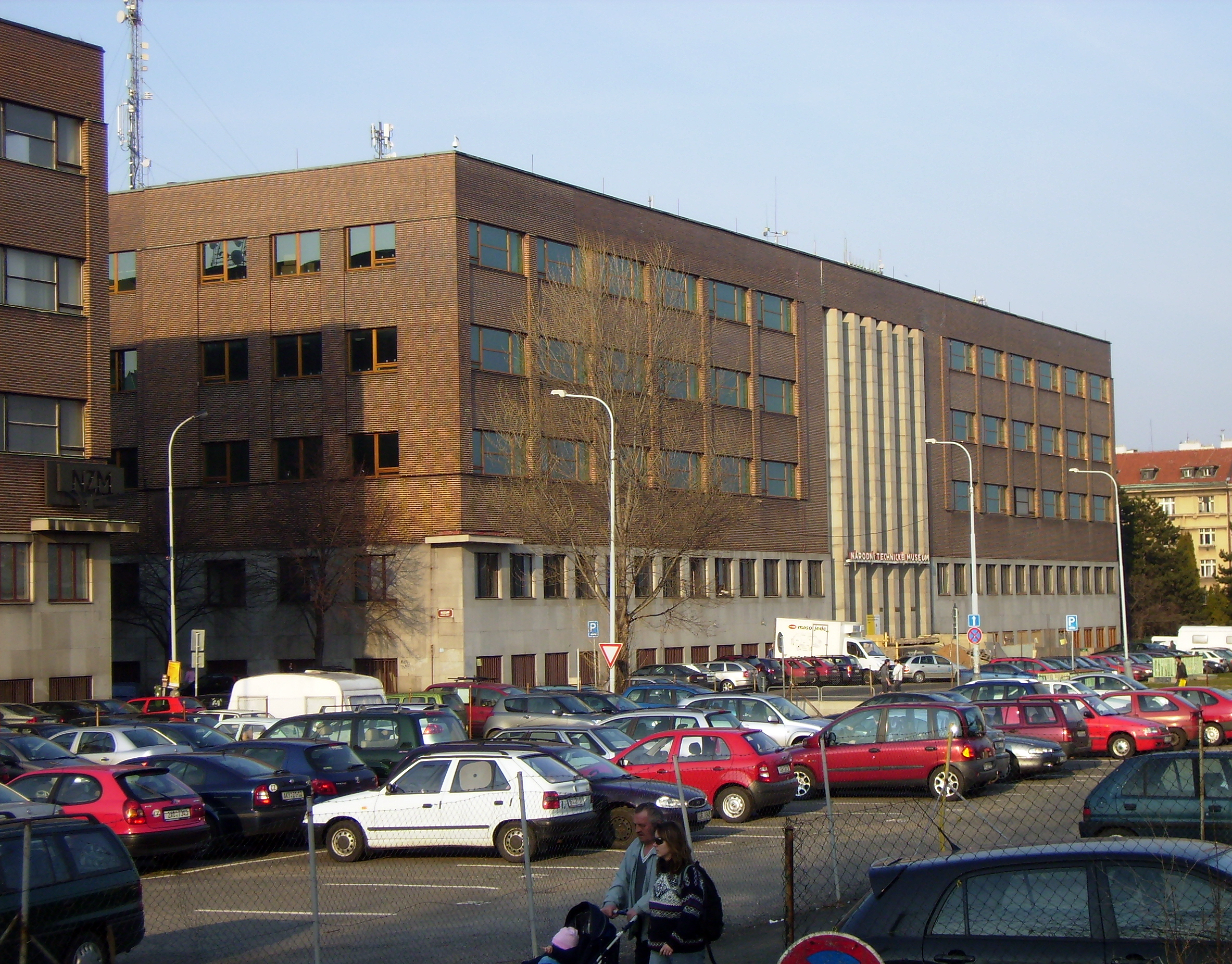

國立技術博物館（National Technical Museum）是位於捷克首都布拉格的一座博物館，是捷克規模最大的展示有關技術的博物館。

## 历史
捷克技術博物館創建於1908年，於1941年搬入現址。

## 外部連結
- Official Site of the National Technical Museum in Prague（页面存档备份，存于）

50°05′50.09″N 14°25′29.02″E / 50.0972472°N 14.4247278°E